# Rec.Sport.Soccer Statistics Foundation
La Rec.Sport.Soccer Statistics Foundation (RSSSF) és una organització internacional amateur fundada el 1994 dedicada a recol·lectar estadístiques sobre futbol amb la finalitat de construir un arxiu exhaustiu d'informació relacionada amb aquest esport a tot el món en un lloc homònim que serveix de base de dades.
El seu contingut és editat per diversos aficionats al futbol registrats de manera gratuïta i voluntària; l'afiliació és oberta a qualsevol persona i la condició per a ser membre «és la capacitat i voluntat de proporcionar dades per a l'Arxiu RSSSF que encara no tinguin una cobertura suficient ».

## Història
La fundació va ser creada el gener de 1994 per tres membres regulars del grup de notícies rec.sport.soccer (RSS) d'Usenet: Lars Aarhus, Kent Hedlundh i Karel Stokkermans. Originalment es va conèixer com a North European Rec.Sport.Soccer Statistics Foundation, però la referència geogràfica va ser descartada en créixer la quantitat de membres d'altres parts del món.
El desembre del mateix any, la fundació va inaugurar el seu arxiu central, el qual és fins a l'actualitat un dels majors arxius sobre futbol a nivell mundial. El 2002 aquest arxiu va ser traslladat al domini www.rsssf.com. Des del trasllat del grup de notícies al web, el nombre de membres va incrementar de manera molt considerable. Això va provocar el canvi de nom a Rec.Sport.Soccer Statistics Foundation, ja que l'arxiu va passar a ser internacional.
En l'actualitat, l'RSSSF té una gran quantitat de contribuents al voltant del món. En l'actualitat, la fundació supera els 300 membres.

## Arxiu
L'arxiu de l'RSSSF conté informació històrica i actual del futbol a nivell mundial. Està dividit en 6 categories, i al seu torn algunes tenen subcategories:
- Tornejos internacionals en disputa a nivell de clubs i seleccions
- Tornejos en disputa a nivell de clubs per país
  - Tornejos de lliga
  - Tornejos de copa
- Resultats de tornejos a nivell de clubs per país
  - Resultats any per any
  - Índex de copes per país
  - Històries de clubs
- Resultats de tornejos internacionals a nivell de clubs
- Resultats de tornejos internacionals a nivell de seleccions
- Miscel·lània (el que no està en les altres categories)

També hi ha la categoria de canvis recents, on s'indiquen els nous articles que s'han afegit a l'arxiu.